# The Asphalt Jungle
The Asphalt Jungle is een Amerikaanse film noir uit 1950 onder regie van John Huston met in de hoofdrollen Sterling Hayden en Louis Calhern.
Het scenario is gebaseerd op de gelijknamige misdaadroman van W. R. Burnett (1949) en inspireerde diverse gelijksoortige films in de VS en Frankrijk. Films als Rififi uit 1955, Bob le flambeur en The Killing uit 1956 zijn schatplichtig aan de film. Het was een van de eerste zogenaamde 'caper'-films en had daarmee ook invloed op latere films als The Anderson Tapes, Thief, Reservoir Dogs, The Usual Suspects en The Score.
The Asphalt Jungle werd genomineerd voor vier Oscars (Beste Regisseur, Beste Mannelijke Bijrol (Sam Jaffe), Beste Screenplay en Beste Cinematografie). De film kreeg ook nominaties tijdens de Golden Globes, BAFTA Awards, Directors Guild of America Awards, Venice Film Festival en de Writers Guild of America Awards. Hij won tevens prijzen bij de Edgar Awards, National Board of Review en Venice Film Festival, en kreeg uitstekende kritieken.
In 2008 werd The Asphalt Jungle geconserveerd in het National Film Registry van de Library of Congress.

## Verhaal
De crimineel Erwin "Doc" Riedenschneider wordt vrijgelaten. Hij heeft zijn leven echter niet verbeterd. In de gevangenis heeft hij een gedetailleerd plan uitgedacht voor een juwelenroof. Via de louche bookmaker Cobby komt hij in contact met Alonzo Emmerich. Emmerich is advocaat, maar alleen in naam. In werkelijkheid financiert hij criminele activiteiten. Emmerich gaat akkoord met Docs voorstel om de roof te financieren op voorwaarde dat hij de juwelen mag doorverkopen. Doc gaat ook akkoord en gaat zijn team vaststellen. Het team bestaat uit de gangster Dix Handley, Gus Minissi, de chauffeur van de vluchtauto en Louis Ciavelli de safekraker. Cobby doet mee als manusje-van-alles. Tijdens de uitvoering van de roof gaat alles goed totdat Ciavalli de kluisdeur opblaast. De explosie scheurt niet alleen de deur open, maar zet ook het alarm van de bedrijven in de buurt in werking. De politie is snel ter plaatse en de juwelendieven nemen de benen met de buit. Als een beveiligingsbeambte hen wil aanhouden slaat Dix hem neer. Het pistool van de man gaat af en verwondt Ciavalli. Dan gaat alles mis. Een politieagent houdt Cobby aan en slaat vervolgens een bekentenis uit hem. Cobby noemt alle namen van de bende. Intussen bedondert Emmerich Doc en zijn mensen. Hij heeft het geld nodig voor hemzelf en zijn dure maîtresse Angela Phinlay. Doc die arriveert met Dix ziet dat Emmerich Bob Brannom, een louche privé-detective, heeft ingehuurd om de juwelen met geweld te stelen. Dix vermoordt Brannom, maar raakt hierbij zelf zwaargewond. De politie heeft inmiddels Gus ingerekend en het lijk van Ciavelli gevonden. Emmerich wordt opgepakt als Angela hem onder druk van de politie verlinkt. Voor ze hem de handboeien aan kunnen doen pleegt de advocaat zelfmoord. Doc is intussen gevlucht en rust uit in een lokale diner. Als hij naar een danseres zit te kijken, wordt hij gearresteerd. De zwaargewonde Dix bereikt uiteindelijk zijn eigen boerderij in Kentucky. Daar sterft hij tussen zijn dieren.

## Rolverdeling
| Acteur          | Personage                 |
| --------------- | ------------------------- |
| Sterling Hayden | Dix Handley               |
| Louis Calhern   | Alonzo D. 'Lon' Emmerich  |
| Jean Hagen      | Doll Conovan              |
| James Whitmore  | Gus Minissi               |
| Sam Jaffe       | Doc Erwin Riedenschneider |
| John McIntire   | Hardy                     |
| Marc Lawrence   | Cobb                      |
| Barry Kelley    | Det. Lt. Ditrich          |
| Anthony Caruso  | Louis Ciavelli            |
| Marilyn Monroe  | Angela Phinlay            |
| Brad Dexter     | Bob Brannom               |

## Achtergrond
John Huston kreeg de vrije hand van Metro-Goldwyn-Mayer om het boek The Asphalt Jungle van W. R. Burnett te bewerken tot een film. Samen met Ben Maddow ging Huston aan het werk. De studio was wel bezorgd over het voltooide scenario met name vanwege de gedetailleerde uitbeelding van de juwelenroof en het feit dat Emmerich aan de justitie ontkomt door het plegen van zelfmoord. Maar men hield zich aan zijn woord en er werd geen druk uitgeoefend om het filmscenario aan te passen. Ook de censuur liet de film later ongehinderd passeren.
Bij de audities voor de film leverde de rol van Angela Phinlay nog de meeste problemen op. Huston liet Lola Albright en Georgia Holt auditie doen, maar koos uiteindelijk voor de nog jonge en vrijwel onbekende Marilyn Monroe.
Opvallend aan de film is het vrijwel ontbreken van muziek. In totaal zijn er zes minuten muziek te horen op de totale filmduur van 112 minuten. De muziek (van componist Miklós Rózsa) is te horen aan het begin als de filmtitels verschijnen en aan het einde.